# Tarzan e lo stregone
Tarzan e lo stregone (Tarzan's Fight for Life) è un film del 1958 diretto H. Bruce Humberstone.
Il soggetto è liberamente ispirato al personaggio del famoso romanzo d'avventura Tarzan delle Scimmie di Edgar Rice Burroughs del 1912. Il film è il quarto dei sei della saga di Tarzan interpretati dall'attore Gordon Scott.
Il film è stato distribuito negli USA nel luglio del 1958 dalla Metro-Goldwyn-Mayer.

## Trama
Nella giungla dove abita Tarzan, due dottori sono in lotta fra loro, il Dottor Sturdy e sua figlia Anna che vorrebbero la pace e il Dottor Futa che vorrebbe la loro morte. Dopo vari piani andati a male, Futa li rapisce, e così Tarzan accorre in soccorso.